# Mleczaj siarkowy

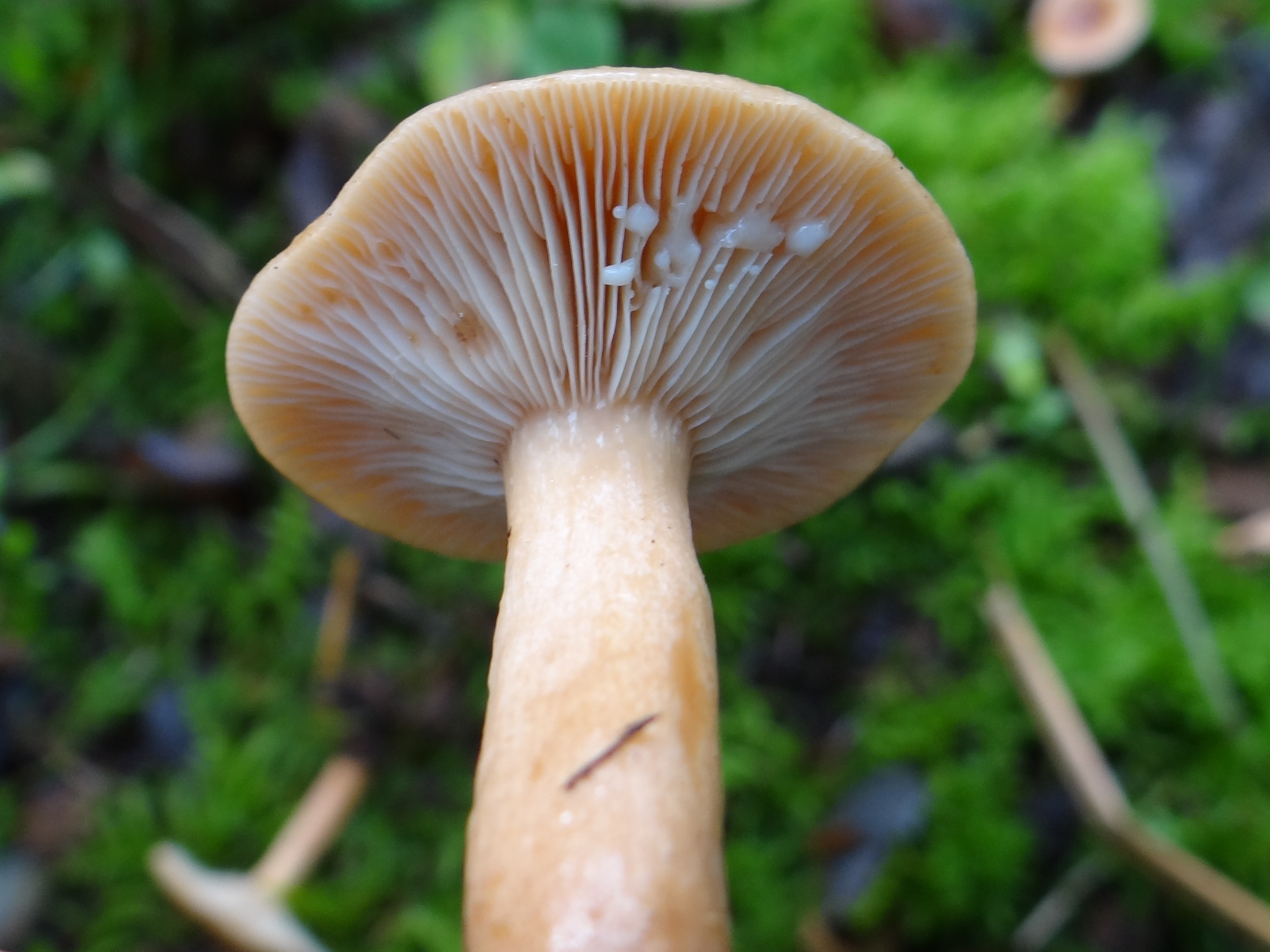

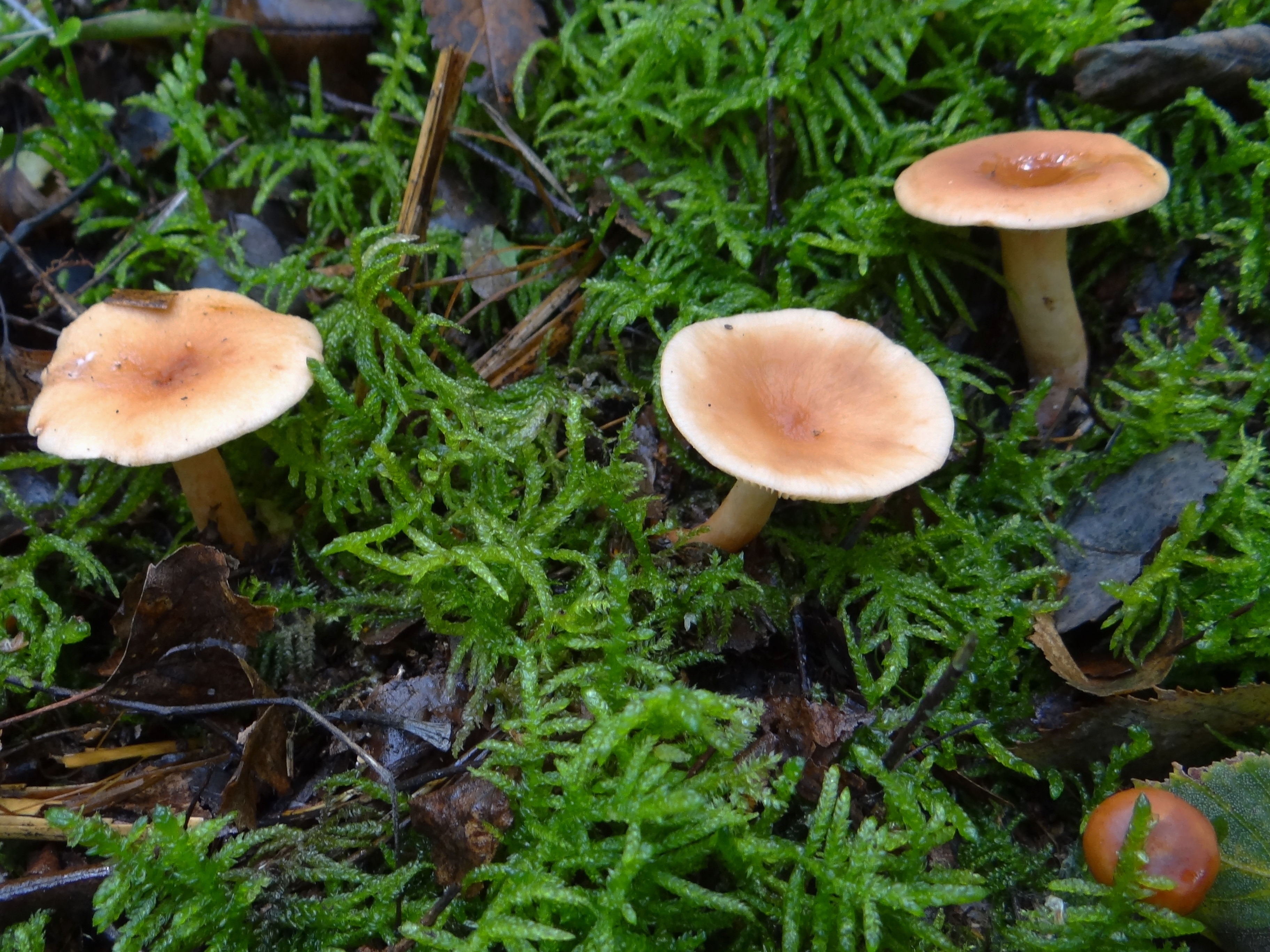

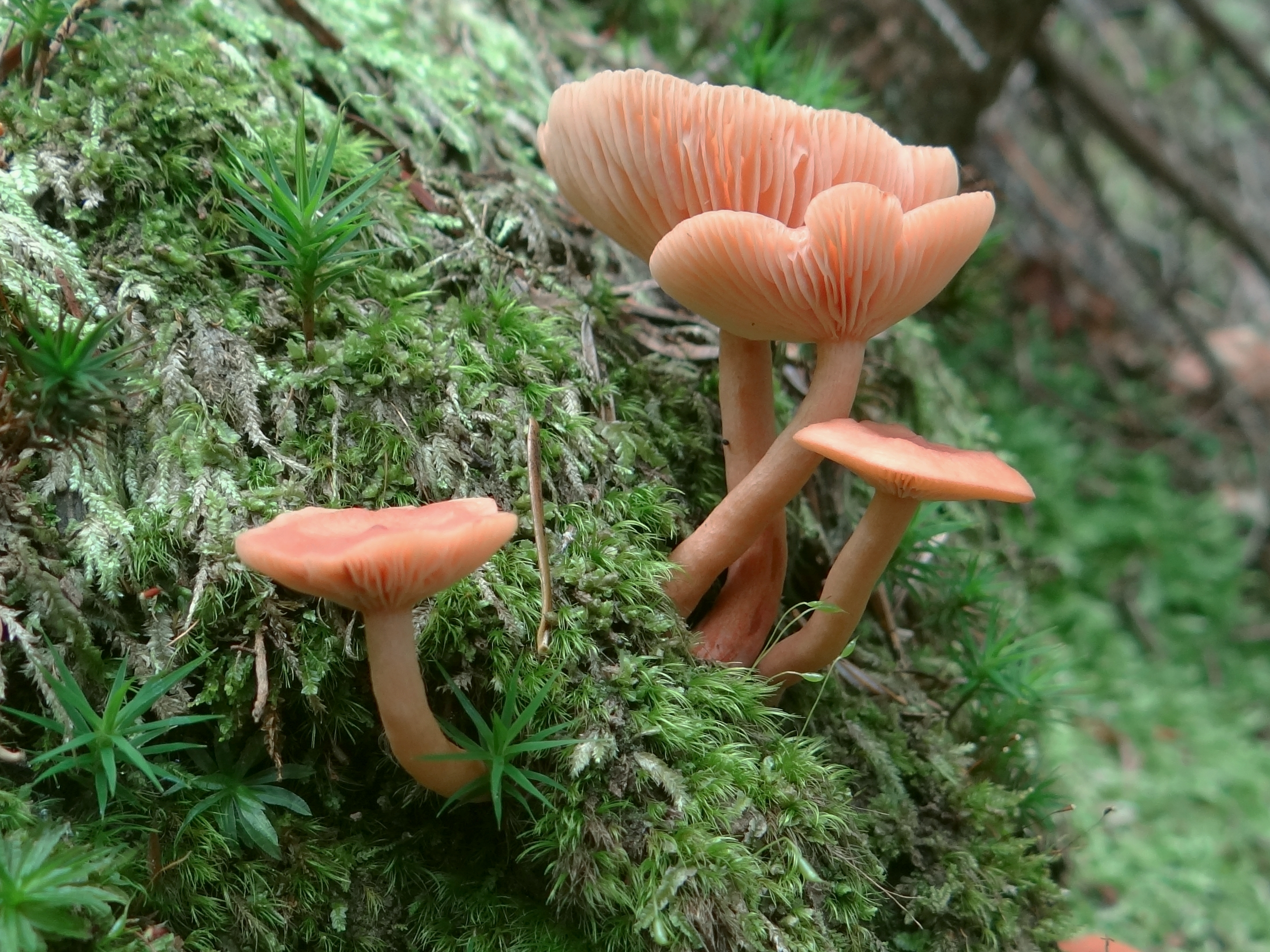

Mleczaj siarkowy (Lactarius theiogalus (Bull.) Gray) – gatunek grzybów należący do rodziny gołąbkowatych (Russulaceae).

## Systematyka i nazewnictwo
Pozycja w klasyfikacji według Index Fungorum: Lactarius, Russulaceae, Russulales, Incertae sedis, Agaricomycetes, Agaricomycotina, Basidiomycota, Fungi.
Po raz pierwszy takson ten zdiagnozował w 1793 r. Jean Baptiste Bulliard nadając mu nazwę Agaricus theiogalus. Obecną, uznaną przez Index Fungorum nazwę nadał mu w 1821 r. Samuel Frederick Gray, przenosząc go do rodzaju Lactarius.
Polską nazwę nadał Franciszek Błoński w 1896 r., jako mleczaj siarkowy (Lactarius thejogalus (Bull.:Fr.) Gray) opisywała go także Alina Skirgiełło. Według Index Fungorum jest to gatunek o niepewnej pozycji taksonomicznej. Podawany przez W. Wojewodę jako jego synonim Lactarius tabidus Fr. jest według Index Fungorum innym, odrębnym gatunkiem. Niewykluczone jednak, że jest to sprawa interpretacji i opisany przez A. Skirgiełło L. thejogalus to w istocie L. tabidus, wymienia go ona bowiem wśród synonimów. W atlasach grzybów mleczaj siarkowy opisywany jest właśnie jako L. tabidus Fr.

## Morfologia
Kapelusz
Średnicy 2–5 cm, początkowo płaski, szybko jednak rozpostarty i wklęśnięty, zazwyczaj z garbkiem. Brzeg cienki, długi czas pozostaje podwinięty. Powierzchnia w stanie suchym matowa, w stanie wilgotnym błyszcząca, czasami szorstka. Barwa pomarańczowo-rudawa z czerwonawym odcieniem, czasami cynamonowobrązowa.
Blaszki
Szeroko przyrośnięte, u młodych okazów kremowe, później gliniastoróżowe.
Trzon
Wysokość 2–8 cm, grubość 3–10 mm, walcowaty lub pałkowaty, początkowo pełny, później pusty. Kolor początkowo rdzawobrązowy, później ochrowy, cynamonowy, w końcu ciemnoceglastoczerwony. W górnej części jaśniejszy.
Miąższ
Zbudowany z kulistawych komórek, które powodują jego specyficzną (jak u wszystkich gołąbkowatych) kruchość i nieregularny przełam. Ma zazwyczaj łagodny, ale czasami nieco ostry lub gorzki smak.
Mleczko
U młodych owocników wypływa obficie, u starszych niemal wcale. Jest wodnistobiałe, na miąższu przebarwia się na kolor siarkowy.Początkowo ma łagodny smak, pozostawia jednak gorzki posmak na języku.
Cechy mikroskopowe
Wysyp zarodników białawokremowy. Zarodniki owalne, pokryte dużymi, pojedynczymi brodawkami, czasami połączonymi krótkimi łącznikami. Rozmiar: 6-7,5 × 6–7 μm. Podstawki o rozmiarach 36-42 × 9–10,5 μm. Cystydy ostre i cienkie, najliczniej występują na ostrzach blaszek.
Gatunki podobne
Jest kilka gatunków drobnych mleczajów podobnych pod względem wyglądu zewnętrznego. Istotną rolę przy ich rozróżnianiu odgrywa miejsce występowania oraz smak i przebarwianie się mleczka. Podobny mleczaj żółknący (Lactarius decipiens) rośnie pod dębami, a jego mleczko jest bardzo piekące w smaku i przebarwia się na jasnoróżowo, mleczaj pomarańczowy (Lactarius aurantiacus) rośnie wyżej w górach, tylko pod świerkami i jego mleczko nie przebarwia się. Wśród grzybów o morfologicznie zbliżonych owocnikach wymienia się też mleczaja olszowego (Lactarius obscuratus), rozwijającego się w obecności olsz.

## Występowanie
Występuje w Ameryce Północnej, Europie oraz Japonii. W Polsce jest częsty, piśmiennictwo mykologiczne wymienia liczne jego stanowiska na obszarze całego kraju.
Naziemny grzyb mykoryzowy. Rośnie w lasach iglastych i liściastych, głównie pod brzozami, sosnami i świerkami, szczególnie na miejscach wilgotnych i porośniętych mchem torfowcem. W Polsce wytwarza owocniki od czerwca do października.

## Znaczenie
Grzyb jadalny.